# Hans Radandt
Hans Paul Radandt (* 16. Mai 1923 in Berlin) ist ein deutscher Wirtschaftshistoriker.

## Leben
Als Sohn einer Arbeiterfamilie nahm er nach der Schule die Lehre zum Industriekaufmann auf. Am 26. Juni 1942 beantragte er die Aufnahme in die NSDAP und wurde zum 1. September desselben Jahres aufgenommen (Mitgliedsnummer 9.124.514). Kurz nach Ende des NS-Regimes trat er 1945 der KPD bei und wurde im April 1946 mit der Zwangsvereinigung von SPD und KPD Mitglied der SED. Im gleichen Jahr begann er mit dem Studium der Wirtschaftswissenschaften, wobei er wesentlich von Jürgen Kuczynski beeinflusst wurde.
Nach dem Examen betätigte er sich als Diplom-Volkswirt am Deutschen Wirtschaftsinstitut (DWI) in Ost-Berlin. Durch die Hinweise des Direktors des DWI, Siegbert Kahn, widmete er sich schwerpunktmäßig der Geschichte der Banken und Konzerne sowie ihrer Expansionen. 1955 erlangte er mit der Arbeit Die Rolle der Mansfeld AG bei der Vorbereitung und Durchführung des zweiten Weltkrieges die Promotion, wobei die Prüfung von Jürgen Kuczynski und Elisabeth Giersiepen vorgenommen wurde. Im gleichen Jahr wechselte er an das Institut für Geschichte an der Akademie der Wissenschaften der DDR (AdW der DDR).
Mit dem Thema Hemmende Faktoren für die wissenschaftliche Forschung im Imperialismus erlangte er im Juni 1961 bei Jürgen Kuczynski die Habilitation. An der Wirtschaftswissenschaftlichen Fakultät der Humboldt-Universität in Berlin wirkte er ab 1962 als Dozent für Wirtschaftsgeschichte. Weitere Lehr- und Vortragstätigkeiten leistete er an der Hochschule für Ökonomie 'Bruno Leuschner'  und der Fachschule für Archivwesen 'Franz Mehring' . 1973 wurde er zum Professor für Wirtschaftsgeschichte am Institut für Wirtschaftsgeschichte der AdW der DDR ernannt, wo er ab 1974 auch als Leiter der Abteilung für Betriebsgeschichte wirkte.
Ein weiterer Schwerpunkt seiner Tätigkeiten erstreckte sich auf das Gebiet der Arbeiten zur Betriebsgeschichte, wobei er sich anfangs auf Hinweise der Arbeiten von Maxim Gorki stützte. Zu diesem Thema verfasste er einige Veröffentlichungen, wobei er als Begründer der Betriebsgeschichte der DDR betrachtet werden kann. Dabei kam es zu inhaltlichen Konflikten zwischen Radandt und dem Institut für Marxismus-Leninismus der SED, von denen Radandt gesundheitlich so geschädigt wurde, dass er für diesen Tätigkeitsbereich seinen Abschied nahm. Letztlich aber setzte sich die Arbeitslinie von Radandt auf dem Gebiet der Betriebsgeschichte durch.
1968 wurde er Mitglied der Historikerkommission der DDR – VR Bulgarien, wobei er zehn Jahre später den stellvertretenden Vorsitz dieser Abteilung übernahm. Im Rahmen des Redaktionskollegiums arbeitete er seit 1972 an der Herausgabe des zweibändigen Handbuchs für Wirtschaftsgeschichte mit. Im gleichen Jahr wurde er Mitglied im Präsidium der Historiker-Gesellschaft der DDR. Von 1972 bis 1987 war er Vorsitzender der Zentralen Revisionskommission der Gewerkschaft Wissenschaft. Bis 1988 veröffentlichte er mehr als 250 Arbeiten auf den Gebieten der Wirtschafts- und Betriebsgeschichte.

## Auszeichnungen in der DDR
- 1984: Banner der Arbeit, Stufe II
- 1987: Wilhelm-Friedrich-Hegel-Medaille der AdW der DDR

## Schriften
- Zur Frühgeschichte der deutschen Gewerkschaftsbewegung 1800–1849. (mit Elisabeth Todt), Berlin 1950
- Kriegsverbrecherkonzern Mansfeld. Die Rolle des Mansfeld-Konzerns bei der Vorbereitung und während des zweiten Weltkrieges. Berlin 1957.
- AEG. Ein typischer Konzern. Berlin 1958.
- Siemens – Rüstung – Krieg – Profite. Autorenkollektiv unter Leitung von Hans Radandt, Berlin 1960.
- Die Vorgeschichte der EAW Berlin-Treptow 1926 bis 1946. Berlin 1962.
- Wie schreiben wir Betriebsgeschichte? Berlin 1963.
- Fall 6 – Ausgewählte Dokumente und Urteil des IG-Farben-Prozesses. Berlin 1970.
- Betriebsgeschichte schreiben, aber wie? Berlin 1973.
- Betriebsgeschichte erforschen, schreiben, propagieren. Berlin 1977.
- Betriebsgeschichte erforschen und vermitteln. Berlin 1979.